# Jacques Dietrichstein
Jacques Dietrichstein (Foksány, 1906. szeptember 20. – Cheshire, 1998. május 23.) kétszeres Európa-bajnok, világbajnoki bronzérmes osztrák jégkorongozó, olimpikon.
Először az Osztrák férfi jégkorong-válogatottban az 1927-es jégkorong-Európa-bajnokságon szerepelt, amit Bécsben rendeztek meg és megnyerték.
Az 1928. évi téli olimpiai játékokon a jégkorongtornán is játszott. Az osztrák csapat a C csoportba került. Az első mérkőzésen a svájciakkal 4–4-es döntetlent játszottak, majd a németekkel 0–0-s döntetlen lett a végeredmény. A csoportban csak három válogatott volt. Az osztrákok a másodikak lettek és nem jutottak tovább. Összesítésben az 5. lettek. Dietrichstein védő volt és egy mérkőzésen, a németek ellen játszott. Nem ütött gólt.
Az 1930-as jégkorong-világbajnokságon a 4. helyen végeztek. Ez egyben Európa-bajnokság is volt, így bronzérmes lett. Az 1931-es jégkorong-világbajnokságon bronzérmes lett és újra Európa-bajnok.
Klubcsapata a bécsi WEV volt.